# إنزيم محول للأنجيوتنسين 2
الإنزيم المحول للأنجيوتنسين 2 (ACE2) هو ببتيداز خارجي يحفز تحويل تحويل الأنجيوتنسين 1 إلى الببتيد التساعي أنجيوتنسين [1-9]، أو تحويل الأنجيوتنسين 2 إلى الببتيد السباعي أنجيوتنسين [1-7]. للإنزيمات المحولة للأنجيوتنسين تأثير مباشر على وظيفة القلب، ويتم التعبير عليها بشكل شائع في خلايا البطانة الغشائية للقلب والكلى.
تم إثبات أن مستقبلات ACE2 هي نقطة دخول بعض فيروسات كورونا إلى الخلايا البشرية، بما في ذلك فيروس سارس، وفيروس كورونا الجديد (2019-nCoV).

## تنظيم
على عكس الإنزيم المحول للأنجيوتنسين 1، الإنزيم المحول للأنجيوتنسين 2 غير حساس للمثبطات. ويزيد التعبير عنه في حالة قصور القلب.